# Systemsoftware
Systemsoftware ist die Software, die keine Anwendungssoftware ist.
Sie ist die Gesamtheit aller Programme und Dateien, die sämtliche Abläufe bei Betrieb eines Rechners steuern. Sie stellt eine Verbindung zur Hardware her und steuert die Verwendung dieser Ressourcen, im Besonderen durch Anwendungssoftware (bzw. durch die Systemaufrufe, die durch diese Anwendungssoftware gemacht werden). Sie verwaltet sowohl die internen als auch die externen Hardwarekomponenten und kommuniziert dazu mit diesen. 
Zur Systemsoftware gehören Betriebssysteme und die systemnahe Software. In vielen Definitionen sind auch Programmierwerkzeuge in dem Begriff eingeschlossen, obwohl diese in der Regel nicht direkt zur Ausführung von Software benötigt werden. 
Systemnahe Software sind z. B. Dienstprogramme, Datenbank-Verwaltungswerkzeuge und Middleware. Bei Code-optimierter, „magerer“ Software in eingebetteten Systemen wird der Begriff systemnahe Software hingegen oft für die gesamte im System integrierte Software verwendet.